# LOOZ
『LOOZ』（ルーズ）は 1993年12月8日 にZAIN RECORDS から発売されたT-BOLANの5枚目のアルバム。

## 概要
- T-BOLANの5枚目のオリジナルアルバム。本作リリース後、オリジナルアルバムは2022年3月14日発売の『愛の爆弾=CHERISH 〜アインシュタインからの伝言〜』がリリースされるまで約28年のブランクが生じた[1][2]。
- シングル「わがままに抱き合えたなら」「傷だらけを抱きしめて」「刹那さを消せやしない」を含む全11曲。「Dear」「真夜中のLove Song」は、バラードベスト「BALLADS」にも収録されている。全曲がメンバーの自作曲で占められたのはオリジナルアルバムの中で本作のみ。

## 収録曲
| 全作詞: 森友嵐士、全編曲: T-BOLAN・明石昌夫（#11, 編曲: T-BOLAN）。 |                              |           |                    |      |
| #                                                                   | タイトル                     | 作詞      | 作曲               | 時間 |
| 1.                                                                  | 「わがままに抱き合えたなら」 | 森友嵐士  | 森友嵐士           | 3:35 |
| 2.                                                                  | 「悪魔の魅力」               | 森友嵐士  | 森友嵐士           | 3:44 |
| 3.                                                                  | 「Dear」                     | 森友嵐士  | 五味孝氏           | 4:33 |
| 4.                                                                  | 「傷だらけを抱きしめて」     | 森友嵐士  | 森友嵐士           | 3:49 |
| 5.                                                                  | 「想い出の落書き」           | 森友嵐士  | 森友嵐士           | 5:06 |
| 6.                                                                  | 「Hot Hip Love」             | 森友嵐士  | 五味孝氏           | 3:42 |
| 7.                                                                  | 「刹那さを消せやしない」     | 森友嵐士  | 森友嵐士・五味孝氏 | 4:29 |
| 8.                                                                  | 「Pretty Woman」             | 森友嵐士  | 森友嵐士           | 3:53 |
| 9.                                                                  | 「Rockin' In The Life」      | 森友嵐士  | 森友嵐士           | 5:20 |
| 10.                                                                 | 「不安なくちびる」           | 森友嵐士  | 五味孝氏           | 3:59 |
| 11.                                                                 | 「真夜中のLove Song」        | 森友嵐士  | 森友嵐士           | 4:13 |
| 合計時間:                                                           | 合計時間:                    | 合計時間: | 46:23              |      |

### 解説
1. わがままに抱き合えたなら
10thシングル。
2. 悪魔の魅力
ツアー中に鹿児島空港へ向かうバスの中でフレーズが浮かび、その場でラジカセに吹き込んでおいたものを元にスタジオで仕上げている。悪女をイメージさせるウィスパーは大黒摩季。コーラスで生沢佑一、オルガンで小島良喜が参加している。
3. Dear
本作のボーカル・レコーディングでは一番時間が掛けられた。ピアノは小野塚晃、コーラスは坪倉唯子。
4. 傷だらけを抱きしめて
9thシングル両A面曲。
5. 想い出の落書き
HEART OF STONEツアーでの森友のMCがきっかけで生まれた曲。
6. Hot Hip Love
2ビートのアップテンポでホーンセクションがフューチャーされ、モータウン調のアレンジになっている。
7. 刹那さを消せやしない
9thシングル。
8. Pretty Woman
ティンバレスによるラテン・パーカッションがフューチャーされ、レゲエ調の曲に仕上がっている。
9. Rockin' In The Life
エンディングのオルガンでレスリースピーカー特有のホーンスピーカーが回転している音が聴ける。
10. 不安なくちびる
コーラスで川島だりあが参加。
11. 真夜中のLove Song
アレンジに大変時間が掛けられた曲。テイク8までが作られ、ピアノとストリングスによるアレンジのものが採用となった。

## 参加ミュージシャン
- 生沢佑一 from TWINZER - コーラス (#1.2.5.6.8.10)
- 宇徳敬子 from Mi-Ke - コーラス (#7)
- 川島だりあ from FEEL SO BAD - コーラス (#10)
- 坪倉唯子 - コーラス (#3)
- 大黒摩季 - コーラス (#2)
- 小野塚晃 from DIMENSION - オルガン・ピアノ (#3.5.6.8.11)
- 小島良喜 - オルガン・ピアノ (#2.4.7.9)
- 沓野行秀：パーカッション (#8)
- 小林太、澤野博敬：トランペット (#2.6)
- 下神竜哉：トランペット (#10)
- 野村裕幸：トロンボーン (#2.6.10)
- 勝田一樹：サックス (#2.6.10)
- 日色純一：第1バイオリン (#11)
- 福田高明：第2バイオリン (#11)
- 片田正美：ヴィオラ (#11)
- 矢島富雄：チェロ (#11)